# НАД
НАД е съкратеното наименование на коензима никотинамид аденин динуклеотид. НАД е изграден от два нуклеотида: единият е АМФ (аденозинмонофосфат), а другият съдържа като азотна база един витамин – витамин PP. Химическото название е никотинамид. Двата нуклеотида са свързани чрез фосфорните си краища:
аденин-рибоза-Ф-Ф-рибоза-витаминРР
<нуклеотид-АМФ><друг нуклеотид>
НАД участва в окислително-редукционните процеси в клетката като акцептор на водород и начало на дихателните вериги.